# Sean Hayes
Sean Patrick Hayes (sinh ngày 26 tháng 6 năm 1970) là một diễn viên và nhà sản xuất người Mỹ. Anh được biết đến với vai Jack McFarland trong bộ phim sitcom Will & Grace của đài NBC, bộ phim mà anh đã giành được một Giải Primetime Emmy, bốn Giải SAG và một Giải Hài kịch của Mỹ, đồng thời giành được sáu đề cử Quả cầu vàng. Anh cũng điều hành một công ty sản xuất truyền hình có tên Hazy Mills Productions, chuyên sản xuất các chương trình như Grimm, Hot in Cleveland, The Soul Man, và Hollywood Game Night.
Anh được biết đến với tác phẩm điện ảnh trong các bộ phim như Billy's Hollywood Screen Kiss, Cats & Dogs, Pieces of April, The Cat in the Hat, Win a Date with Tad Hamilton!, The Bucket List, & The Three Stooges.
Anh cũng được biết đến với các tác phẩm trên sân khấu Broadway như An Act of God và Promises, Promises, nơi anh đóng vai Chuck Baxter và nhận được đề cử Giải Tony cho Diễn xuất xuất sắc nhất của Nam diễn viên chính trong vở nhạc kịch. Anh đã tổ chức Lễ trao giải Tony lần thứ 64, nhờ đó anh đã được trao Giải Primetime Emmy cho Chương trình Lớp học Đặc biệt Xuất sắc.

## Đời tư
Hayes đã từ chối thảo luận về xu hướng tính dục của mình trong nhiều năm, nói rằng anh tin rằng khán giả sẽ cởi mở hơn về các nhân vật của anh. Trong một cuộc phỏng vấn năm 2010 với The Advocate, anh dường như ngụ ý rằng anh là người đồng tính, nói rằng: "Thật sao? Bạn sẽ bắn hạ gã đồng tính? Tôi chưa bao giờ gặp vấn đề khi nói tôi là ai. Tôi là chính tôi." Anh cũng chỉ ra rằng anh đang trong một mối quan hệ. Anh nói rằng anh cảm thấy như anh đã "đóng góp một cách đáng kể vào sự thành công của phong trào đồng tính ở Mỹ, và nếu ai đó muốn tranh luận về điều đó, tôi sẽ cởi mở với điều đó." Anh nhận bằng PhD danh dự từ Đại học Bang Illinois vào tháng 2 năm 2013.
Vào tháng 11 năm 2014, Hayes thông báo rằng anh đã kết hôn với người bạn đời của mình tám năm, Scott Icenogle.
Vào tháng 10 năm 2017, khi xuất hiện trong một tập của The Ellen DeGeneres Show, Hayes tiết lộ rằng anh đã phải nhập viện với một tình trạng hiếm gặp, trong đó ruột non của anh bị vỡ. Ruột đã được phẫu thuật thành công.